# Iyutani
iyutani（いゆたに）は、日本の漫画家、イラストレーター。別名義にsoutome等がある。また同人サークルmatineも主宰し各種イベントで成人向け含めた同人誌を頒布している。

## 経歴
2018年、soutome名義にてライトノベル、「勘違い妻は騎士隊長に愛される」、「飛べない嫁は跳べる夫に恋をする」、「閣下、この恋はお仕事ですか?」のイラストを担当。
2019年、連載を降板したアオイ冬子に代わり、小説家になろうにて発表された原作、山田桐子の小説、「第三王子は発光ブツにつき、直視注意!」のコミカライズを担当、ComicWalkerにて2019年8月7日より連載。。
2020年には漫画連載と並行して、「運命の番?ならばその赤い糸とやら切り捨てて差し上げましょう」、「竜人さまに狂愛される悪役令嬢には王子なんか必要ありません!」「『氷の悪女』は王子から婚約破棄を宣告される」のイラストを担当。
また、アイドルマスターシャイニーカラーズ コミックアンソロジーVOL.2にも漫画を掲載。
2022年には小説家になろうにて発表された「その悪役令嬢は攻略本を携えている」のコミカライズを担当し連載。

## 作品リスト

### 漫画
- 第三王子は発光ブツにつき、直視注意！（原作:山田桐子、『ComicWalker』2019年8月 - 2021年11月、全3巻）[4]
- その悪役令嬢は攻略本を携えている（原作:岩田加奈、『ゼロサムオンライン』、2022年1月 - 2024年6月、全2巻）[15]

### イラスト
- 女神様が見ている（著:バナ、翻訳:深志美由紀。K-ロマンス文庫）[4]
- すべてを賭けて(著:ソ・ジョンユン、翻訳:神邑すみれ、K-ロマンス文庫）[4]
- 勘違い妻は騎士隊長に愛される（原作:更紗、レジーナブックス）[4][16]
- 飛べない嫁は跳べる夫に恋をする[17]（原作:奏多悠香、レジーナブックス）
- 閣下、この恋はお仕事ですか?（原作:文野さと、レジーナブックス）[18]
- 運命の番？ならばその赤い糸とやら切り捨てて差し上げましょう（原作:音無砂月、TOブックス）[4][19]
- 竜人さまに狂愛される悪役令嬢には王子なんか必要ありません!（原作:深月カナメ、レジーナブックス）[4][20]
- 『氷の悪女』は王子から婚約破棄を宣告される（原作:高瀬ゆみ、レジーナブックス）[21]
- ヒロイン不在の悪役令嬢は婚約破棄してワンコ系従者と逃亡する(著：柊一葉、ビーズログ文庫）[22]
- 元悪役令嬢とS級冒険者のほのぼの街暮らし(著：ひだまり、TOブックス）[23]
- 婚約破棄された公爵令嬢は森に引き籠ります 黒のグリモワールと呪われた魔女(著:春野こもも、TOブックス）[24]
- 「HOBiGIRLSレーベル3周年記念フェア」描き下しイラストカード/HOBiGIRLS[4]
- 悪役令嬢にハッピーエンドの祝福を!アンソロジーコミック(カバーイラスト)[4]

### その他
- ゆグドラシるproject所属Vtuber狼朗ハツキ/声優事務所 ゆーりんプロ [4]